# اسپودیک

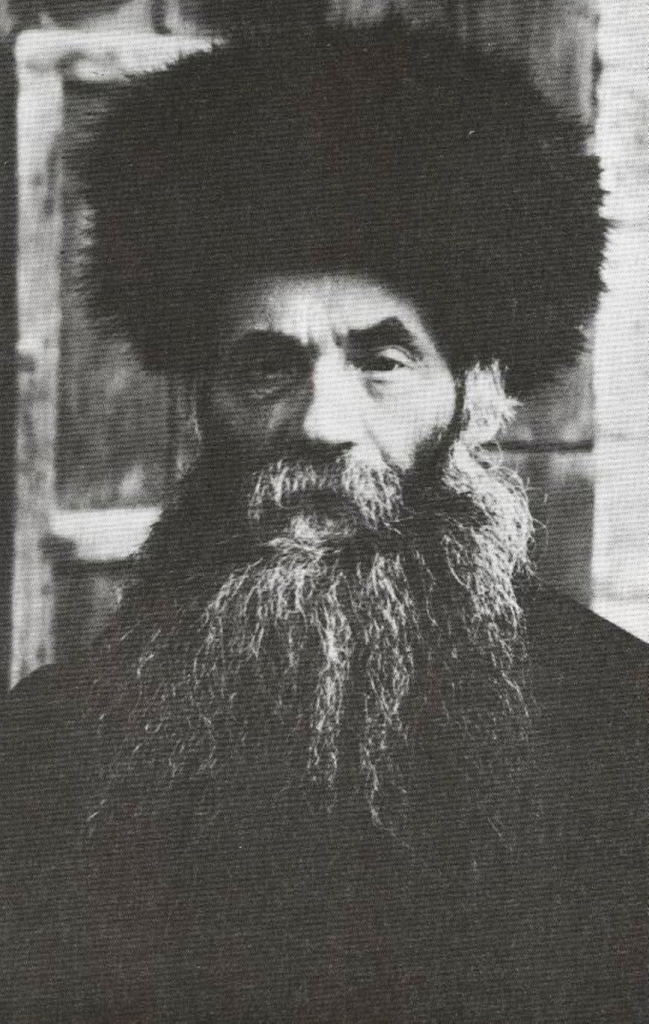

کلاه اسپودیک (به انگلیسی: Spodik) کلاهی است شبیه اشترایمل که در مقایسه با کوتاهی عریضی و دایره شکل بودن آن نسبتاً بلندتر کشیده تر باریک تر و استوانه‌ای شکل است و البته انواع بسیار مختلف دارد.
خصیدیان گِر به پوشیدن اسپودیک مشهورند و به هر مرد یهودی متاهلی اجازهٔ پوشیدن آن را می‌دهند. اسپودیک از جنس خز بین هشتصد تا هزار دلار قیمت دارد. به فتوای ربای بزرگ گر مبنی بر پرهیز از اسراف در خرید کلاه‌های گران قیمت تنها خرید اسپودیک تهیه شده از خز مصنوعی مجاز است که زیر ششصد دلار قیمت داشته باشد. الکساندرها، آمشینوف ها، آشلاگ ها، کوتزک ها، لوبلین ها، مودزیتزها، اوزروف هنزین‌ها و ریژین‌ها گروه‌های دیگری از یهودیان هستند که اسپودیک می پوشند.
نوع دیگری هم به نام کولپیک یا کولپاک وجود دارد که تنها حاخام‌های حسیدی در مراسم خاص و پسران مجرد و نوه‌های حاخام‌ها در شبات می‌پوشند. این کلاه‌ها سایه روشنی از قهوه‌ای دارند. بوبوف ها، بلزها، مونکاچ‌ها و ریژین‌ها چنین رسمی دارند.